# Maarten Reimers
Maarten Reimers is een personage uit de Vlaamse soap Thuis. Maarten, gespeeld door Tom De Hoog, maakte van 2003 tot 2005 en van 2006 tot 2007 deel uit van de serie.

## Fictieve biografie
Maarten is de zoon van Robert Reimers en Mathilde Reimers. Hij werd verliefd op Eva Verbist, de zus van zijn studiemakker Joeri. Eva werd niet verliefd op hem, maar viel voor zijn broer Jan.
Jan is altijd de oogappel geweest van Mathilde, naar Maarten keek ze amper om. Na Jans dood probeerde Maarten de leegte op te vullen, maar hij kon niets goed doen in de ogen van zijn moeder.
Later kwam Eva met haar zoon Nand bij Mathilde, Robert en Maarten inwonen. Maarten probeerde het aan te maken met Eva, met de hulp van zijn moeder. Zij verplichtte hem om allerlei leugens te verzinnen en met haar plannen mee te doen. Ze chanteerde hem steeds opdat hij zou blijven doen wat ze vraagt. Anders zou ze aan Eva vertellen dat Maarten loog. Mathilde wilde hiermee alleen haar kleinzoon zo veel mogelijk bij haar houden. De relatie kwam er, maar werd later door Mathilde op alle mogelijke manieren gesaboteerd (opnieuw leugens en chantage).
Alle leugens en geheimdoenerij werden Maarten te veel. Wanneer hij erachter kwam dat Mathilde Robert had vermoord, vermoordde hij haar op dezelfde manier: door vergiftiging. Wanneer hij vernam dat Eva weer optrok met Werner, gijzelde hij haar en Nand en stak hij het huis in brand. Werner kon Eva en Nand uit de brand redden en Maarten kwam om het leven omdat hij een brandende balk van het plafond op zijn hoofd kreeg. Daarna werden Maarten en Mathilde allebei opgehaald door de begrafenisondernemers en begraven.